# تیوب شنا

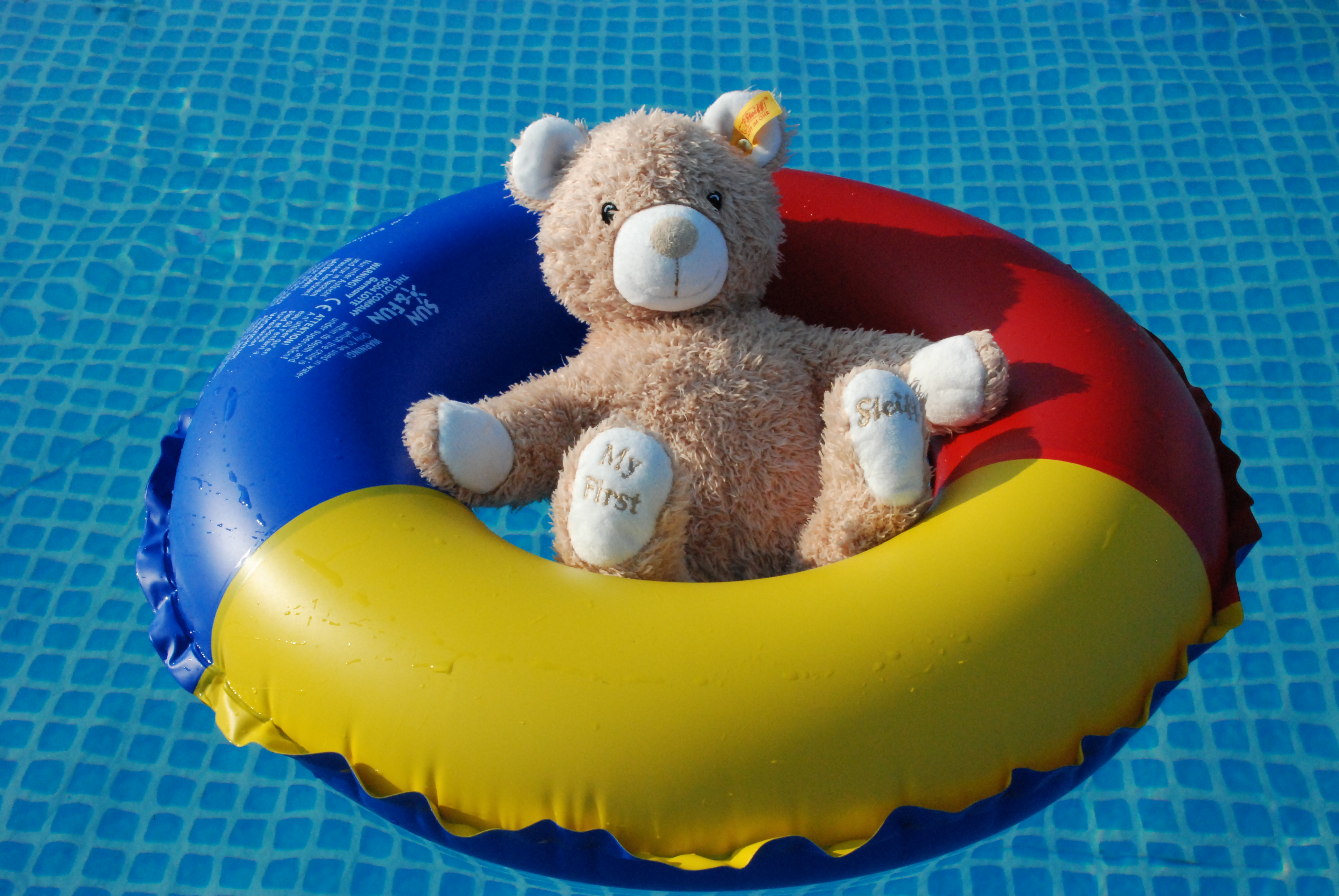
تیوب شنار در اندازه کودکان.

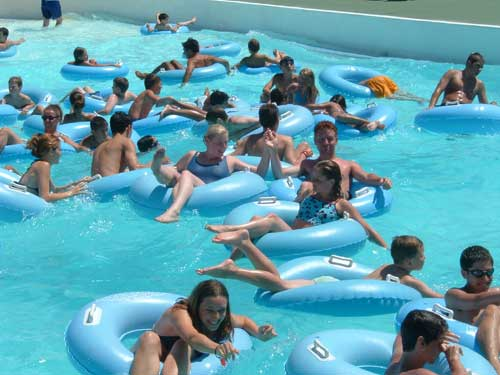
تیوب‌ها در آب.

حلقه شنا (همچنین: تیوب شنا، حلقه لاستیک یا، دونات شنا و نیز نجات دهنده) یک اسباب بازی حلقه ای شکل بادشدنی است. در ابتدا از تیوب‌های لاستیک خودرو برای شنا و بازی در آب استفاده شد و به همین دلیل نام آنها تیوب شنا شد.
تیوب شنا به منظور نجات افراد از غرق شدن طراحی نشده‌است.

## ساختار
تیوب شنا شامل دو لایهٔ یکسان از پلاستیک مسطح است که یکی از آنها شامل یک شیر است. شکل هر لایه مانند یک دایره بزرگ است که دایره کوچکتر و متمرکز آن حذف شده‌است. دو لایه در لبه‌های درونی و بیرونی خود قرار می‌گیرند و داخل محفظه هوا قرار می‌گیرند.
همچنین انواع مختلفی از تیوب‌های شنا در شکل قایق و ماهی موجود است. دیگر طرح‌های حلقه شنا شامل حلقه گردن گردن نوزاد است.
در پارک‌های آبی، از تیوب شنا برای سرخوردن روی آب استفاده م ی شود. معمولاً فرد به گونه ای روی تیوب شنا می‌نشیند که دستها و پاهایش از اطراف تیوب بیرون است.